# Шикачик сундайський
Шика́чик сундайський (Edolisoma dohertyi) — вид горобцеподібних птахів родини личинкоїдових (Campephagidae). Ендемік Індонезії. Вид названий на честь американського ентомолога Вільяма Доерті.

## Поширення і екологія
Сундайські шикачики мешкають на островах Сумбава, Флорес і Сумба. Вони живуть в рівнинних і гірських вологих тропічних лісах. Зустрічаються на висоті від 200 до 1700 м над рівнем моря.